# Kit's Coty
Kit's Coty är en ort i grevskapet Kent i sydöstra England. Orten ligger i distriktet Tonbridge and Malling och civil parishen Aylesford, mellan städerna Chatham och Maidstone. Tätorten (built-up area) hade 153 invånare vid folkräkningen år 2021.